# Famille Barrett
Pour les articles homonymes, voir Barrett.
La famille Barrett est une famille néo-zélandaise d'agriculteurs et de rugbymen.

## Histoire familiale

### Exploitation agricole

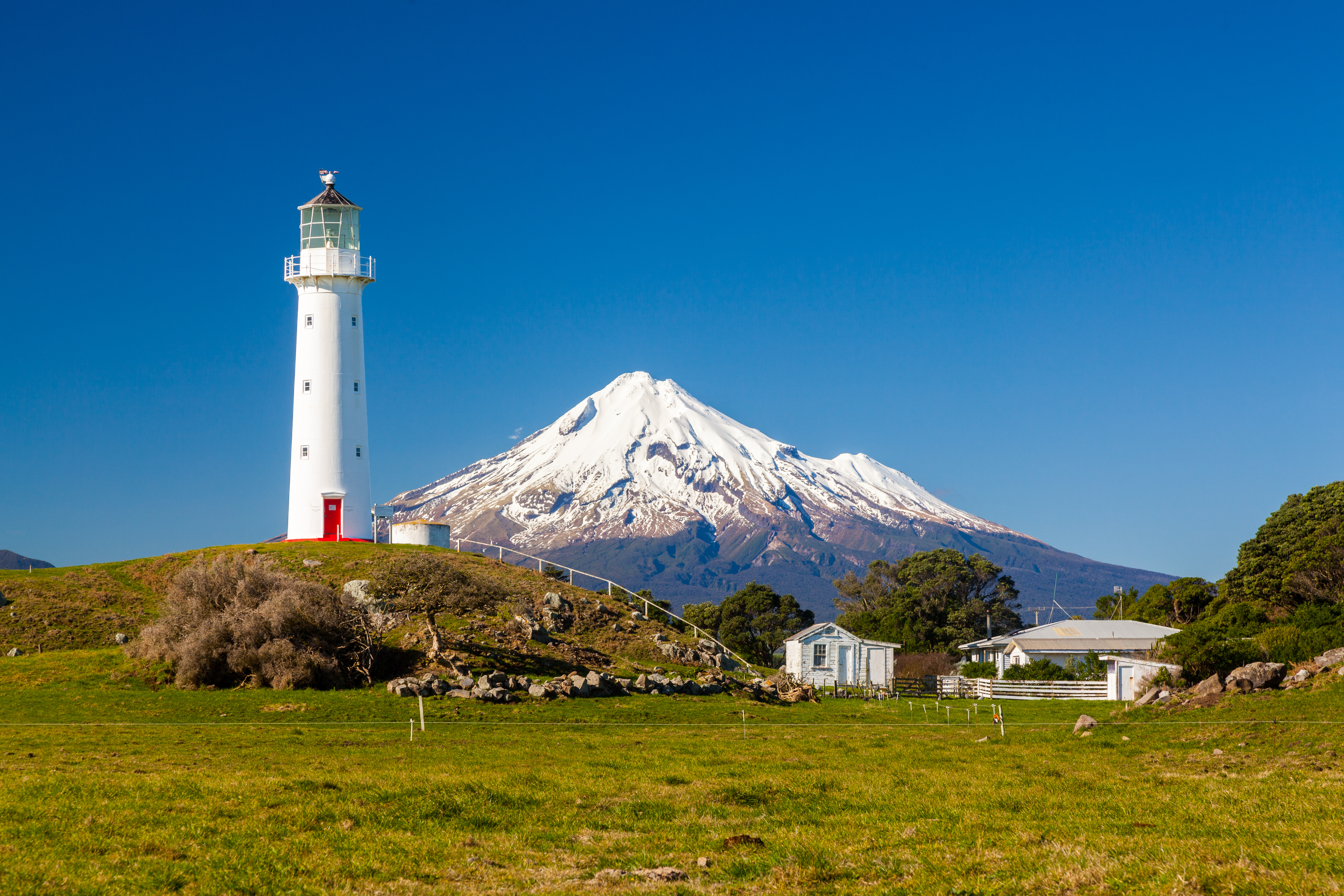
La ferme familiale se situe entre le phare Egmont et le mont Taranaki/Egmont.

Kevin Barrett est issu d'une famille d'agriculteurs. Le rugby étant amateur jusqu'en 1995, Kevin travaille sur l'exploitation familiale en parallèle de sa carrière dans le rugby, et c'est lui qui hérite de la ferme qui est située dans le district de South Taranaki, dans le village de Pungarehu (en) sur la côte ouest du l'île du Nord. La ferme se situe entre le mont Taranaki/Egmont et le cap Egmont, point le plus à l'ouest de la province.
Kevin se marie avec Robyn, avec qui il aura huit enfants, nés entre 1990 et 2005. C'est dans cette exploitation laitière, composée de deux cents bovins, que leurs enfants grandissent et commencent le rugby.

### Éducation
Les enfants vont étudier à New Plymouth, à 30 minutes de l'exploitation, dans des écoles catholiques. Les garçons fréquentent le Francis Douglas Memorial College (en) (où a notamment étudié le All Black Conrad Smith,) et où ils jouent au rugby. Les filles vont au Sacred Heart Girls' College (en).
Au moment de passer à l'université, les parcours de la fratrie varient (l'université de Canterbury pour Scott ou encore l'université Massey pour Beauden).

### Exil en Irlande
Saisissant l'opportunité de devenir gestionnaire de ferme en Irlande, Kevin (qui a des origines irlandaises) et sa famille déménagent en Irlande, dans le comté de Meath. Les parents et les six ainés passent 15 mois dans la ville de Oldcastle, entre 1999 et 2001. Kane, Beauden et Scott vont à l'école à la Saint Fiach’s National School et jouent durant cette période au football gaélique au Saint Brigid’s Meath GAA club et leur père rejoint le club de rugby d'Athlone, les Buccaneers RFC, avec qui il joue la saison 2000-2001. Kevin Barrett suit régulièrement les matches opposant l'équipe d'Irlande et l'équipe de Nouvelle-Zélande lorsque celle-ci se déplace en Irlande. En 2013 et en 2016, il assiste aux rencontres que ses fils Beauden et Scott ont disputées face au XV du trèfle.

### Frères internationaux
En novembre 2016, Scott connait sa première sélection internationale, qu'il dispute avec son grand frère Beauden face à l'Irlande . Le 8 juin 2017, ils sont rejoints par Jordie dans l'effectif néo-zélandais pour affronter les Lions britanniques et irlandais ; ils sont ainsi les trois premiers frères à être sélectionnés en même temps avec les All Blacks.
Tout trois retenus pour la coupe du monde 2019, c'est la première famille qui voit trois frères titulaires en équipe nationale face au Canada. Durant la partie, les trois frères inscrivent un essai chacun (victoire 63-0).

## Famille et parcours individuels
La famille est composée de :
- Kevin (né en 1967), le père
- Robyn, la mère
  - Kane (né en 1990)
  - Beauden (né en 1991)
  - Scott (né en 1993)
  - Blake (né en 1995)
  - Jordie (né en 1997)
  - Jenna (née en 1999)[13]
  - Zara (née en 2003)[13]
  - Ella (née en 2005)[13]

### Kevin
Kevin Barrett, surnommé Smiley, a joué 167 fois avec Taranaki et deux saisons avec les Hurricanes aux postes de troisième ligne aile et deuxième ligne. Il prend sa retraite en 1999.

### Kane
Le frère ainé joue au rugby jusqu'en 2014 avec Taranaki et les Blues au poste de troisième ligne aile et de deuxième ligne. Il doit arrêter sa carrière en 2014 à la suite de traumatismes crâniens à répétition.

### Beauden
Élu meilleur joueur du monde en 2016 et en 2017, Beauden joue avec Taranaki et les Hurricanes au poste de demi d'ouverture ou d'arrière. Il est international néo-zélandais depuis 2012.

### Scott
Scott joue avec Canterbury et les Crusaders au poste de deuxième ligne. Il est international néo-zélandais depuis 2016.

### Jordie
Jordie joue avec Canterbury puis avec les Hurricanes au poste de centre, d'arrière ou de demi d'ouverture. Il fait ses débuts internationaux contre les Samoa en juin 2017 et est titularisé pour la première fois à l'occasion du dernier test de la tournée des Lions Britanniques.